# Tifo

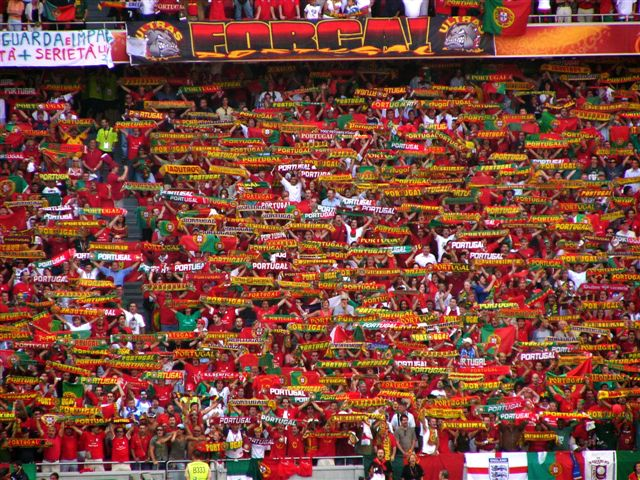
Portugisiska fans i ett halsdukstifo.

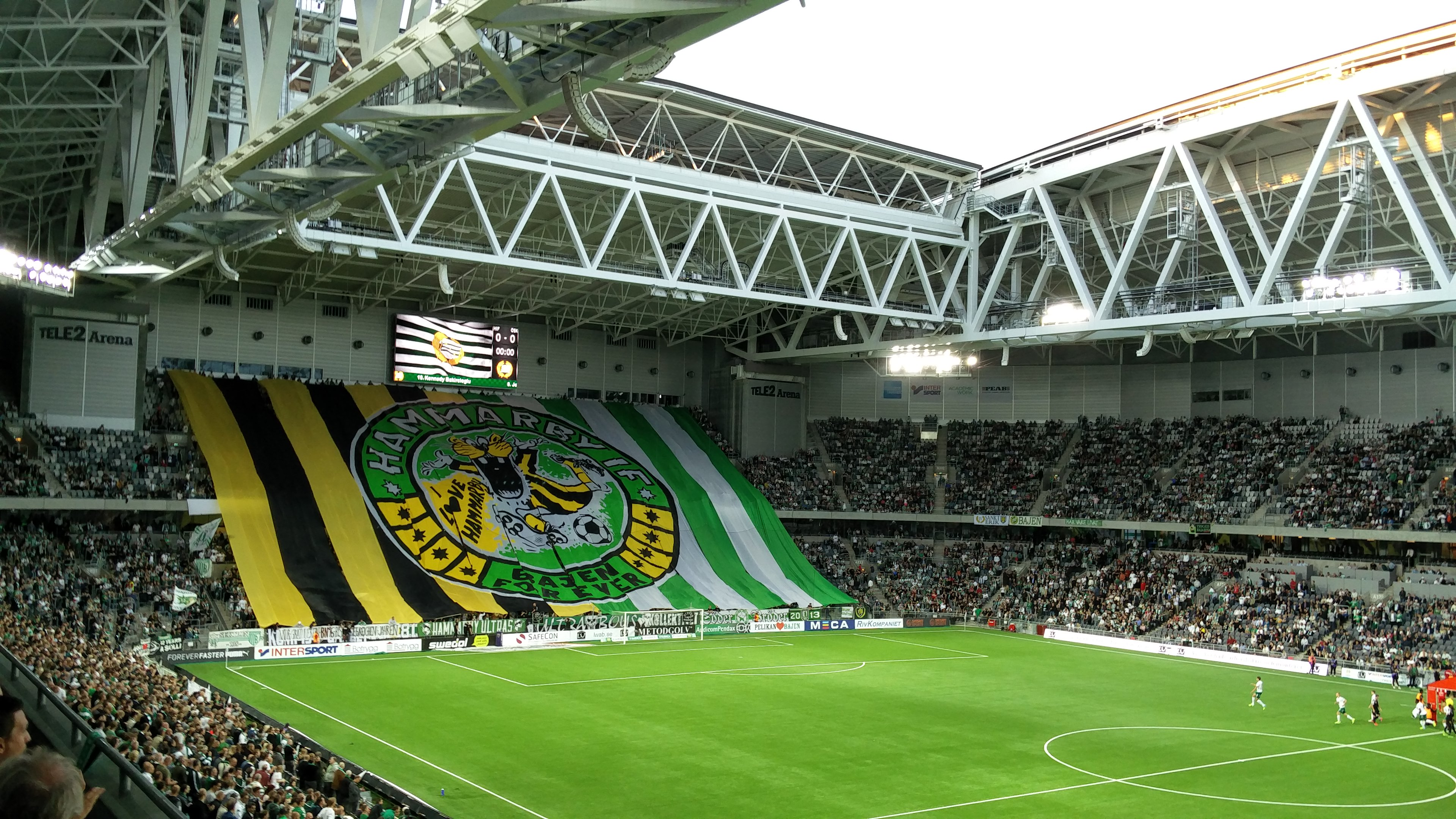
"Stripes-tifo" av Hammarby-fans på Tele2 Arena.

Tifo är arrangemang utförda på läktaren av supportrar (fans) inför en match. Fenomenet förekommer kanske framför allt inom organiserad fotboll. Dessa supportrar (italienska: tifosi, smittade av tyfus) hyllar sitt favoritlag genom olika spektakulära uttryck, inklusive via fyrverkerier, konfetti, färgglada halsdukar, stora flaggor och banderoller.

## Historik
Tifokulturen har europeiskt ursprung. Den växte fram i Italien och Sydeuropa under sent 1960-tal och tidigt 1970-tal, då fotbollssupportrar började träffas på en mötesplats för att organiserat stötta sitt lag på bortamatcher genom banderoller och flaggor. Senare har kulturen och supporteruttrycket spritts till andra sporter och andra delar av världen.
Ett tifo signalerar supportrarnas kollektiva identitet och hängivna engagemang till sin favoritklubb. Arrangemangen visar och lyfter fram deras identitet, att de finns och stöttar laget samt visa upp klubbens framgångar. Arrangemangen innehåller även ett inslag av konflikt, eftersom man kan markera identiteten i motsats till långvariga konkurrenter – inte minst på återkommande derbyn.
Vanliga beståndsdelar i tifot är konfetti, tygmosaik, creperullar, ballonger, banderoller och flaggor. Större, mer genomarbetade arrangemang kallas koreografier. Tifoarbetet utförs oftast av lagets tifo-grupp eller ultras, och utformningen av arrangemangen har på senare år ofta blivit allt mer spektakulära.
Det spektakulära uttrycket hos en tifo kan jämföras med centralt organiserade läktararrangemang vid stora evenemang. Exempelvis använde man vid invigning av sommar-OS 1980 i Moskva soldater på läktaren till att via olikfärgade skyltar bilda stora mosaikbilder.

## Tifotyper
- Kaostifo – med konfetti, crepe eller kvittorullar och flaggor. Namnet kaos kommer av att det ser rörigt och kaotiskt ut. Det är inte ovanligt att kaostifon innehåller delar av allt.
- Pyrotifo – med användning av bengaliska eldar, blinkbengaler, rökbomber eller bangers. Förekommer i Sverige ibland trots att det är förbjudet.
- Politiskt tifo – utförs oftast av lagets ultras. Ett politiskt tifo är en protest eller uppmaning som ofta sker med budskapsbanderoller där budskapet är viktigare än utseendet.
- Halsdukstifo – där halsdukar som fansen har med sig hålls utsträckt vågrätt.
- Mosaiktifo – där en hel läktare håller upp fyrkantiga papper som tillsammans bildar en symbol eller text.
- Flaggtifo – bestående endast av flaggor. Flaggorna kan även bilda något slags motiv.
- OH-tifo – med en stor flagga (OH för overhead-flagga). Flaggor, mosaik eller bengaliska eldar kan även förekomma vid sidan av flaggan.
- Stripes-tifo – variant av OH-tifot fast med urklippta ränder istället för en hel flagga.